# Róża (kolor w kartach)

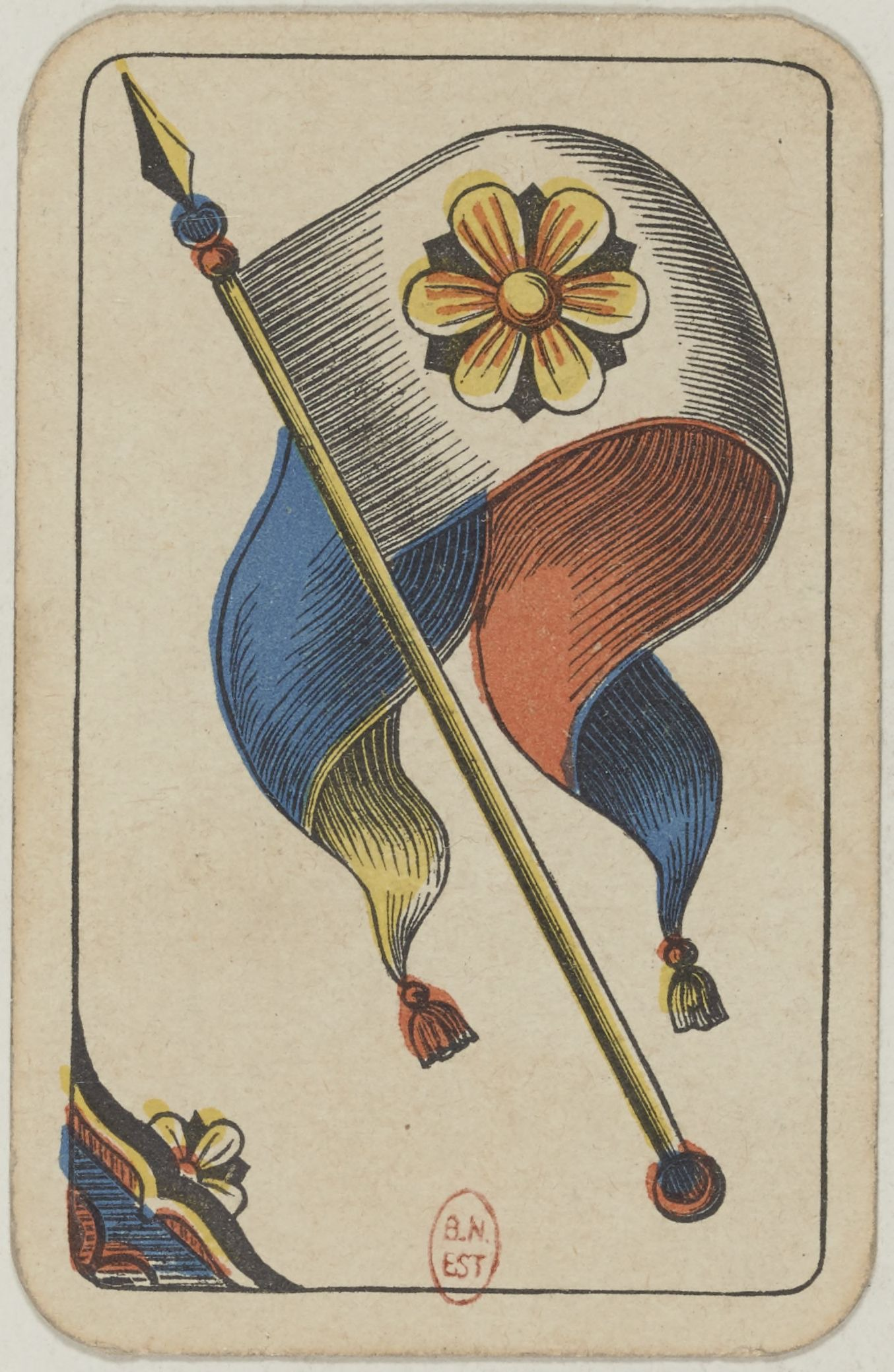
Chorągiew różana

 Róża – jeden z czterech kolorów w kartach wzoru szwajcarskiego. 
Jego odpowiednikiem w kartach francuskich jest kier. 